# 메가바테스
메가바테스(고대 그리스어: Μεγαβάτης, 라틴어: Megabates 생몰년 불명)는 페르시아 제국 아케메네스 왕조의 장군이다.

## 생애
메가바테스는 아르타페르네스와 페르시아 제국의 황제 다리우스 1세의 사촌이며, 전자에 의해 이오니아 반란(기원전 498년 – 기원전 494년)을 진압하는 사령관이 되어, 삼단노선 200척과 육군을 이끌었다. 낙소스를 공격하려고 한 메가바테스는 적을 속이려고 헬레스폰투스로 이동하는 척하며 밀레투스를 지났다. 그러나 중간에 동행한 아리스타고라스와 게으름을 피우던 선장의 처우를 둘러싸고 대립했기 때문에 아리스타고라스는 낙소스에 메가바테스의 계획을 누설했다. 결국 메가바테스는 미리 방비를 굳건히 한 낙소스를 함락시키지 못하고 4개월 만에 보급 부족으로 철수했다.
그 이후 메가바테스가 어떻게 되었는지는 불분명하다. 태어난 해와 죽은 해는 분명하지 않다.

## 같이 보기
- 메가비조스